# Marlon Roudette
Marlon Rosegold McVey Roudette, né le 5 janvier 1983 à Londres, est un auteur-compositeur-interprète et chanteur britannique. Ancien membre du groupe Mattafix, il est devenu célèbre pour sa chanson New Age, classée numéro un en Autriche, en Suisse et en Allemagne.

## Biographie
Marlon Roudette est né à Londres, le fils de Cameron McVey, un producteur de musique britannique, et Vonnie Roudette, une conceptrice et artiste originaire de l'île de Saint-Vincent à Saint-Vincent-et-les-Grenadines. Durant son enfance, il a déménagé avec sa mère et sa sœur à Saint-Vincent, où il a commencé sa carrière musicale, puis il est revenu à Londres à ses dix-sept ans.
Il forme ensuite le groupe Mattafix avec Preetesh Hirji, un Londonien d'origine indienne. Ils sortent leur premier album en 2005, Signs of Struggle, avec le single 11:30 qui ne marche pas beaucoup. Le succès vient cependant avec le single suivant, Big City Life qui se classe numéro 1 dans de nombreux pays.
En 2007, le groupe sort son 2e opus, Rhythms and Hymns, avec notamment le titre Living Darfur sur la guerre civile au Darfour avec Matt Damon dans le clip.
En 2010, le groupe annonce la sortie d'un 3e album studio. Mais quelque temps plus tard, les deux membres déclarent qu'ils veulent désormais prendre des chemins différents. Marlon Roudette annonce ensuite la sortie d'un album solo intitulé Matter Fixed. Son 1er single, New Age, sort en juillet 2011.

### Vie privée
Aujourd'hui, il vit et travaille à Londres.
Marlon est le beau-fils de Neneh Cherry, son père, Cameron McVey, étant marié avec elle.
Il est également le demi-frère de Mabel McVey.

## Style
La musique de Roudette s'inspire de musiciens tels que Gregory Isaacs et Massive Attack. Il est aussi influencée par des artistes comme Sam Cooke, Aretha Franklin, Sade et Christopher Cross notamment pour New Age. Marlon Roudette décrit sa musique comme un mélange de Pop et de Reggae[réf. nécessaire].

## Discographie

### Albums
| Titre         | Album                                                                                               | Meilleure position | Meilleure position | Meilleure position |
| Titre         | Album                                                                                               | Autriche           | Allemagne          | Suisse             |
| ------------- | --------------------------------------------------------------------------------------------------- | ------------------ | ------------------ | ------------------ |
| Matter Fixed  | - Date de sortie : 2 septembre 2011 - Label : Universal Music - Format : CD, Téléchargement digital | 27                 | 6                  | 33                 |
| Electric Soul | - Date de sortie : 8 août 2014 - Label : Universal Music - Format : CD, Téléchargement digital      | 26                 | 16                 | 4                  |

### Singles
| Année | Titre                                          | Meilleure position | Meilleure position | Meilleure position | Meilleure position | Meilleure position | Album         |
| Année | Titre                                          | Autriche           | Belgique (VL)      | Allemagne          | Suisse             | France             | Album         |
| ----- | ---------------------------------------------- | ------------------ | ------------------ | ------------------ | ------------------ | ------------------ | ------------- |
| 2011  | New Age                                        | 1                  | 12                 | 1                  | 1                  | 14                 | Matter Fixed  |
| 2011  | Riding Home                                    | —                  | —                  | —                  | —                  | —                  | Matter Fixed  |
| 2012  | Anti Hero (Brave New World)                    | 5                  | —                  | 6                  | 11                 | —                  | Matter Fixed  |
| 2012  | Hold On Me                                     | —                  | —                  | —                  | —                  | —                  | Matter Fixed  |
| 2012  | Anti Hero (Le Saut De l'Ange) (feat. Lala Joy) | —                  | —                  | —                  | —                  | 41                 | Matter Fixed  |
| 2014  | When The Beat Drops Out                        | 2                  | —                  | 1                  | 2                  | 148                | Electric Soul |
| 2014  | Flicker                                        | —                  | —                  | —                  | —                  | —                  | Electric Soul |
| 2015  | Everybody Feeling Something (feat. KStewart)   | 47                 | —                  | 55                 | —                  | —                  | Electric Soul |